# مسیب

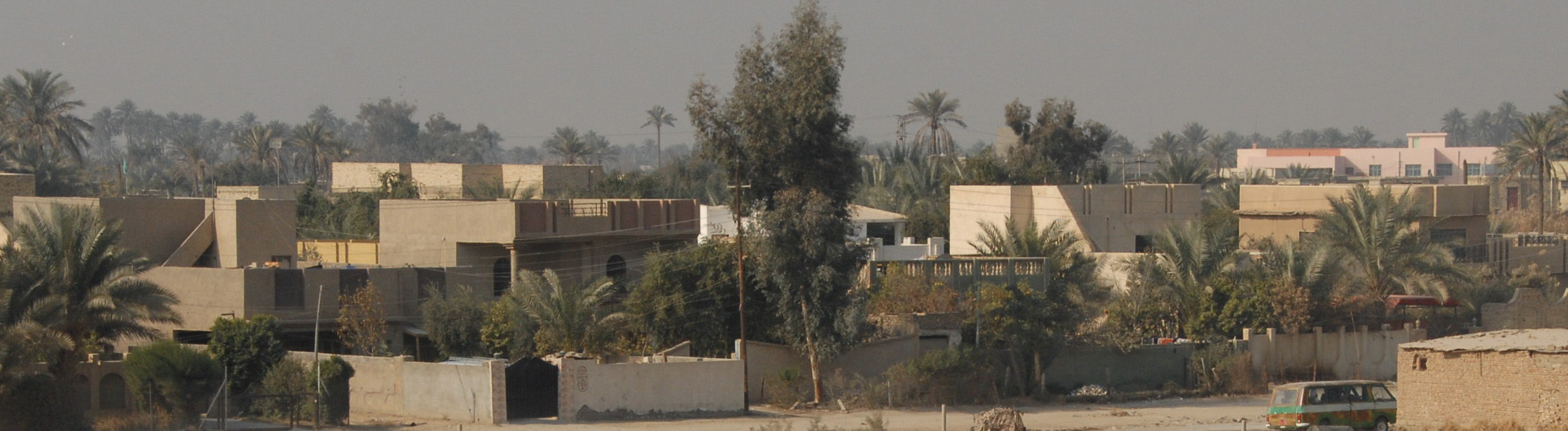
نمایی از مسیب

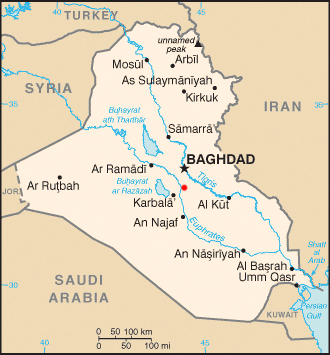
موقعیت مسیب در عراق که با نقطه قرمزرنگ نشان داده شده است

مسیب (عربی: المسيب) یک شهرک شیعه‌نشین در استان بابل و شهرستان مسیب است که در کشور عراق واقع شده است. مسیب مطابق سرشماری سال ۲۰۰۳ جمعیتی برابر ۲۷۹٬۹۳۹ نفر داشته است.